# Klaus Fuchs-Kittowski

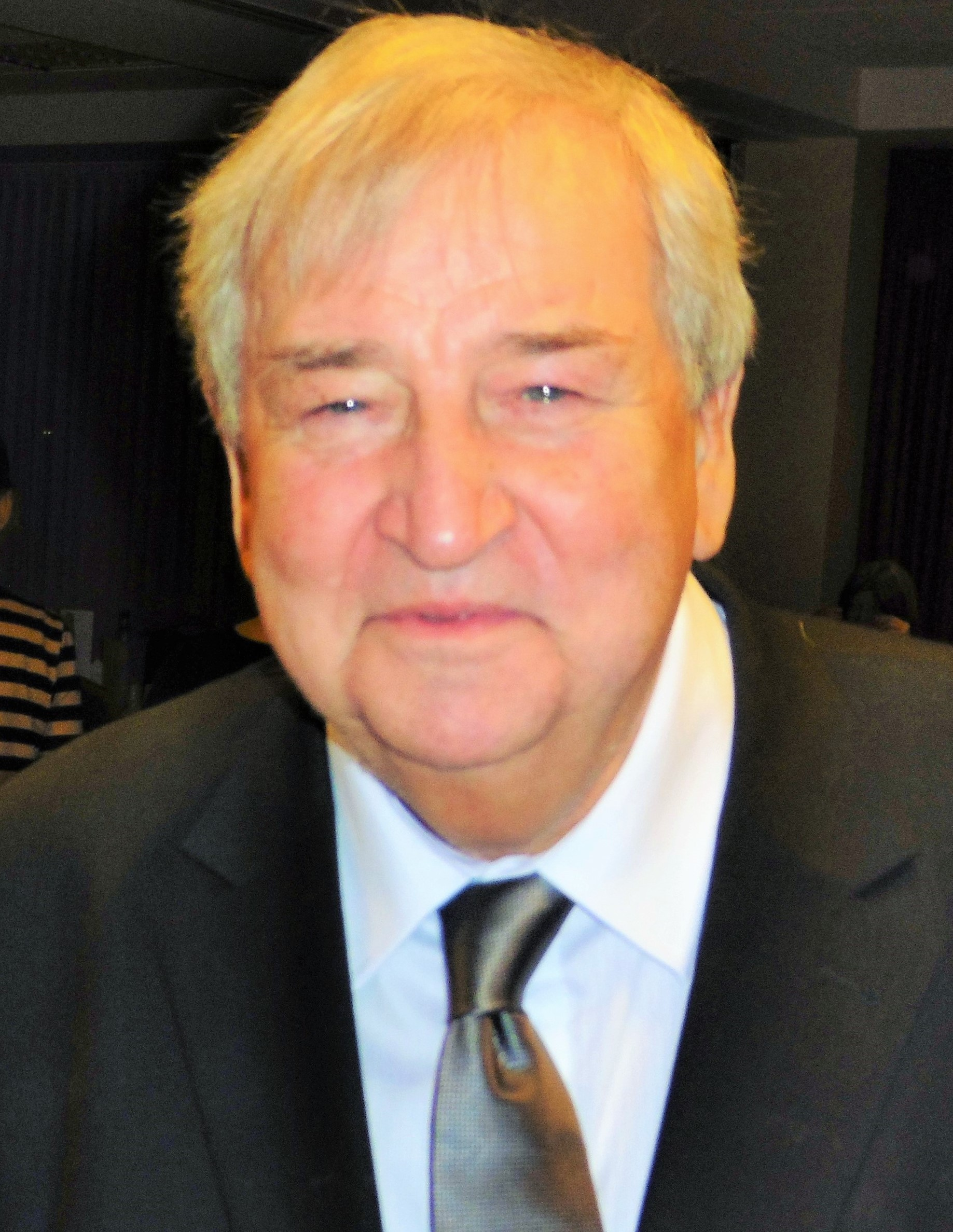
Klaus Fuchs-Kittowski, 2014

Klaus Fuchs-Kittowski (* 31. Dezember 1934 in Berlin-Neukölln) ist ein deutscher Informatiker und Wissenschaftsphilosoph. Er gehört zu den Pionieren der Theorie und Methodologie der Informationssystemgestaltung für Organisationen.

## Herkunft und Familie
Klaus Kittowski wurde als Sohn des Mechanikers Gustav Kittowski und seiner Ehefrau, der Malerin Elisabeth Kittowski, geb. Fuchs, geboren. Sein Vater wurde aufgrund seiner antifaschistischen Tätigkeit verhaftet, als Klaus ein Jahr alt war. Seine Mutter hat er aufgrund des nationalsozialistischen Terrors bereits im Alter von nicht einmal vier Jahren verloren, sodass er bei seinem Großvater Emil Fuchs aufgewachsen ist. Da dieser aufgrund seines antifaschistischen Widerstandes nicht erziehungsberechtigt war, wurde der Gefängnispfarrer Harald Poelchau als Vormund eingesetzt; dieser stellte sich später als Mitglied des Kreisauer Kreises im Widerstand heraus.
Er ist seit 1986 mit der Fernsehregisseurin Sabine Fuchs-Kittowski, einer Adoptivtochter von Georg Klaus, verheiratet. Aus deren erster Ehe stammt der Rechtsanwalt Marko Martschewski. Aus erster Ehe von Klaus Fuchs-Kittowski mit der klinischen Psychologin und habilitierten Philosophin Marlene Fuchs-Kittowski entstammt Gerhard Fuchs-Kittowski, der als Wirtschaftshistoriker mit der Restitution jüdischen Eigentums befasst ist, sowie Frank Fuchs-Kittowski, Informatik-Professor an der Hochschule für Technik und Wirtschaft (HTW) Berlin.

## Schule, Lehre und Studium
Von 1942/1943 besuchte er eine Grundschule in Berlin-Mariendorf. Dann zog er mit dem Großvater nach Gortipohl (Österreich), wo 1944/45 nur ein eingeschränkter Schulbesuch möglich war. Er musste bei Bauern und auf der Alm als Hirte arbeiten. In Vorarlberg nahm Emil Fuchs mit seinem Enkel Verbindung zur österreichischen Widerstandsbewegung auf. Aufgrund seines engen Verhältnisses zu seinem Großvater und im Gedenken an seine Mutter hat er später nach seinem Studium auch den Doppelnamen „Fuchs-Kittowski“ angenommen.
Er war von 1945 bis 1950 Internatsschüler der Odenwaldschule in Heppenheim (Bergstraße). Sein Großvater Emil Fuchs erhielt in dieser Zeit eine Berufung als Professor für Systematische Theologie und Religionssoziologie an die Universität Leipzig. Vor dessen Umzug nach Leipzig im Jahre 1949 nahm ihn sein Großvater noch zu einem einjährigen Aufenthalt in die USA mit, wo dieser seine Tochter Christel Fuchs-Heinemann (später Fuchs-Holzer) sowie seine Freunde aus der internationalen Gesellschaft der Freunde (Quäker) sowie seinen Sohn, den Physiker Klaus Fuchs in England besuchte. Klaus Kittowski war in den USA (1947–1948) Schüler der Shady Hill School in Cambridge (Massachusetts).
Nach seiner Rückkehr aus den USA absolvierte er in Leipzig eine Lehre (1950–1953) als Landmaschinenschlosser im Bodenbearbeitungsgerätewerk Leipzig. Es folgte 1953–1956 eine Abiturausbildung an der Arbeiter-und-Bauern-Fakultät der Universität Leipzig.
Nach dem Abitur 1956 studierte er Philosophie an der Karl-Marx-Universität Leipzig und erwarb hier sein Diplom im Jahre 1961. Zu seinen Kommilitonen am Leipziger Philosophischen Institut gehörten Reinhard Mocek, Heinrich Parthey und Hubert Laitko.
Während seines Studiums erfolgte die Zwangsemeritierung des Institutsdirektors Ernst Bloch. Er sprach sich öffentlich, ebenso wie sein Großvater Emil Fuchs, gegen diese Maßnahme aus, und beide standen auch weiterhin zu Bloch. In der Studienzeit wurde seine frühere Verfolgung durch das Naziregime anerkannt.
Mit seiner Diplomarbeit zu philosophischen Problemen der Physik und Biologie hatte er die Grundlage für seine weitere Beschäftigung mit philosophischen Problemen der Naturwissenschaften und Technikwissenschaften gelegt. Danach folgte 1961–1964 eine Aspirantur an der Humboldt-Universität zu Berlin am Lehrstuhl von Hermann Ley für philosophische Fragen der Naturwissenschaften. Während dieser Zeit erhielt er auch eine zusätzliche Spezialausbildung in Biochemie bei dem führenden Fachspezialisten Samuel Mitja Rapoport, der auch zusammen mit Hermann Ley seine Dissertation betreute, und zur Regelungstechnik mit ihren mathematischen Grundlagen bei Manfred Peschel und Gunter Schwarze sowie zur Molekularbiologie bei Heinz Bielka und Erhard Geißler. Eine weitere Spezialausbildung folgte später im Rechenzentrum in Informatik (Organisations-/Wirtschaftsinformatik) und für die praktische Gestaltung von Anwendungssystemen in betrieblichen und medizinischen Organisationen. In seiner Doktorarbeit thematisierte er im Jahre 1964 „Das Problem des Determinismus - technische Regelung und Regulationsgeschehen im lebenden Organismus“ (Prädikat: summa cum laude).

## Berufseinstieg im Rechenzentrum der Humboldt-Universität
Unmittelbar nach seiner Promotion begann er 1964 in dem von ihm zusammen mit Gunter Schwarze u. a. neu gegründeten Rechenzentrum der Humboldt-Universität, an dem auch Manfred Peschel bis 1966 tätig war, als wissenschaftlicher Mitarbeiter in der Abteilung Datenverarbeitung. Von Anbeginn arbeitete er auf dem Gebiet der ökonomischen Datenverarbeitung und entwickelte die ersten Projekte zur Rationalisierung der Leitungs- und Verwaltungsarbeit an der Humboldt-Universität und der Charité, aber auch für Berliner Betriebe und den Geologischen Dienst. In dieser Zeit hat er auch das Fachgebiet der anwendungsorganisatorischen Grundlagen der Datenverarbeitung in Forschung und Lehre an der Humboldt-Universität vertreten.
Mit der Bildung des Bereiches „Systemgestaltung und automatisierte Informationsverarbeitung“ an der Sektion Wissenschaftstheorie und -organisation 1968 erfolgte eine Konzentration auf Fragen der Organisations-Informatik (organizational computing), des Datenverarbeitungs-Projektmanagements und der Projektorganisation, auf die Entwicklung der Methodologie einer komplexen, nutzerorientierten Informationssystemgestaltung im Bereich der betrieblichen und sozialen Organisation. Es ging ihm um ein vertieftes Verständnis der Systeme der Informationsverarbeitung, ihrer Planung, Realisierung und Einführung im Industriebetrieb und im Krankenhaus. Hier ist seine enge Kooperation mit dem Krankenhaus Berlin-Friedrichshain, Rechenzentrum (Leiter: Peter Gudermuth) hervorzuheben, insbesondere die hier erbrachten Pionierarbeiten beim Aufbau einer Datenbank für Nierentransplantationen (Klinikchefarzt: Moritz Mebel).

## Hochschullehrer an der Humboldt-Universität
Nach seiner Habilitation zu philosophischen und methodologischen Fragen der Bio-Kybernetik (1969) erfolgte seine Berufung zum Hochschuldozenten (entspricht C3-Professur) für philosophische Probleme der Kybernetik an der Humboldt-Universität. Sein Arbeitsgebiet spezialisierte er auf Informatik-Problemstellungen, insbesondere auf die Methodologie der Gestaltung von Informationssystemen in Organisationen, Informations- und Datenmanagement und Wechselbeziehungen zwischen Informatik und Gesellschaft. Besondere Berücksichtigung fanden die wirtschaftlichen und sozialen Wirkungen der modernen Informations- und Kommunikationstechnologien (IKT) sowie die wissenschaftstheoretischen Grundlagen der Informatik. Dabei konnten besondere praktische Erfahrungen bei der Automation von Informationsverarbeitungsprozessen im betrieblichen Umfeld, in wissenschaftlichen Einrichtungen, im Krankenhaus und im Gesundheitswesen gesammelt werden.
Ein weiteres Arbeitsgebiet waren philosophische, wissenschaftstheoretische und methodologische Probleme der Naturwissenschaften und Technik, speziell die ethischen und wissenschaftspolitischen Probleme der modernen Biowissenschaften und Informatik. Sein Buch „Probleme des Determinismus und der Kybernetik in der molekularen Biologie“ zu wissenschaftstheoretischen und methodologischen Fragen der modernen Biowissenschaften wurde 1971 mit dem höchsten Forschungspreis der Medizin ausgezeichnet, dem Rudolf-Virchow-Preis.
Diese Arbeiten zu wissenschaftsphilosophischen und methodologischen sowie ethischen Problemen der Biowissenschaften wurden von ihm intensiv fortgesetzt, insbesondere auch durch die Mitarbeit in der „Gesellschaft für mathematische und physikalische Biologie der DDR“, durch die langjährige Leitung des Arbeitskreises „Philosophie und Wissenschaftstheorie der Biologie“ sowie durch die Vorbereitung und aktive Teilnahme an den „Kühlungsborner Kolloquien über philosophische und ethische Probleme der Biowissenschaften in der Gesellschaft“.
Im Jahr 1972 wurde er zum ordentlichen Professor für Informationsverarbeitung an der Humboldt-Universität zu Berlin berufen. Damit erfolgte zugleich seine Hinwendung zu den Wechselbeziehungen zwischen Informatik und Gesellschaft, auf die damit verbundenen wirtschaftlichen und sozialen Wirkungen sowie ethischen und wissenschaftspolitischen Konsequenzen. Hier sei u. a. auf sein Buch: „Informatik und Automatisierung“ verwiesen und insbesondere auf die von ihm gegründete Kolloquienreihe zur „Organisation der Informationsverarbeitung“. In diesem Rahmen wurde u. a. die Tagung: „Probleme der Informatik in Medizin und Biologie“ sowie die zwei größeren IFIP-Tagungen zu Problemen der Informationssystemgestaltung: „Systemdesign for human development and productivity; participation and beyond“ und „Information System, Work and Organization Design“ durchgeführt, die er maßgeblich mitgestaltete. Seine Hauptgesprächspartner und Koautoren bei der Arbeit an den theoretischen und methodologischen Problemen der Biologie und Informatik waren Bodo Wenzlaff und Hans-Alfred Rosenthal.
In seiner Sektion übernahm er zunächst 1968 die Leitung des Wissenschaftsbereiches „Systemgestaltung und automatisierte Informationsverarbeitung“, später ab 1969 war er als Stellvertretender Sektionsdirektor für Forschung tätig, mehrfach im Wechsel mit der Bereichsleitung (1968–1989).
Mit der Gründung des International Institute of Applied Systems Analysis (IIASA) in Laxenburg bei Wien war er mit den Mitarbeitern seines Bereiches in die internationale Forschung auf dem Gebiet der Modellierung von Gesundheitssystemen einbezogen. Seit 1975 wandte er sich daher wieder stärker Problemen der Medizinischen Informatik zu und konnte die Entwicklung dieser Disziplin in der DDR konzeptionell und durch die Betreuung von Dissertationen fördern.
Die Zusammenarbeit mit dem IIASA bot ihm darüber hinaus ebenfalls die Möglichkeit, die ersten Entwicklungen auf dem Gebiet der globalen digitalen Netze (Arpanet) kennenzulernen. Damit waren erste Überlegungen zum grenzüberschreitenden Datenfluss verbunden. Im IIASA selbst wechselten die aus vielen Ländern der Welt stammenden Wissenschaftler häufig, sodass er in ein Kontaktnetzwerk hineingewachsen ist, zu dem aus der DDR Manfred Peschel (AdW Berlin) und auch die Dresdener Kollegen Horst Strobel (HfV) und Hans-Joachim Zander (AdW/ZKI) gehörten.
Im Rahmen der International Federation for Information Processing (IFIP) erfolgte ab 1980 seine aktive Beteiligung an der internationalen Diskussion zu den Wechselbeziehungen zwischen Informatik und Gesellschaft, einschließlich der Diskussion zu den philosophisch-ethischen Grundlagen der Informatik, der Verantwortung des Informatikers für die Gewährleistung der Menschenrechte. Mit der Beziehung zur IFIP und speziell zum TC9 (Wechselbeziehungen zwischen Computer und Gesellschaft), der sich daraus ergebenden Zusammenarbeit mit Christiane Floyd, Joe Weizenbaum, Wilhelm Steinmüller, Ulrich Briefs u. a., war seine Arbeit um eine wesentliche Dimension, um die Analyse der Wechselbeziehungen zwischen Informatik und Gesellschaft, erweitert worden.
Als ein Informatikbereich in den Sozialwissenschaften hatte sich sein Bereich „Systemgestaltung und automatisierte Informationsverarbeitung“ zwar frühzeitig auch mit der Analyse der gesellschaftlichen und sozialen Wirkungen der Informations- und Kommunikationstechnologien befasst. Jetzt aber, in der internationalen Gemeinschaft, wurde es ihm möglich, daraus klare Konzepte zu gewinnen, die entsprechende Konsequenzen zogen für die Entwicklung der Informatik und Informationssystemgestaltung, auch gegen offizielle Richtlinien.
Als Vorsitzender der Arbeitsgruppe 1 des TC9 „Computer und Arbeit“ in der IFIP konnte er insbesondere Fragen der partizipativen Systemgestaltung und der erforderlichen Einheit von Informationssystem-/Arbeits- und Organisationsgestaltung in die internationale Diskussion einbringen sowie zum Verständnis des Wesens der Information und des Verhältnisses vom formalen Modell und nichtformaler Welt, zur Verminderung der Verletzlichkeit der Informationsgesellschaft beitragen. Speziell durch die aktive Beteiligung an der Arbeit der IFIP, an Konferenzen des TC9 und seiner Arbeitsgruppen und durch die Mitarbeit am IFIP-Reader: „The Information Society: Evolving Landscapes“ konnte er sich mit den verschiedenen Aspekten und Herausforderungen der Informationsgesellschaft an Wissenschaft, Wirtschaft und Kultur auseinandersetzen.

## Gastprofessuren
Er hatte die Möglichkeit zu Gastvorlesungen an der Lomonossow-Universität in Moskau, der University of California in Berkeley, der Johns Hopkins University in Baltimore, der University of Maryland, College Park und an der Eliteuniversität Massachusetts Institute of Technology (MIT) in Cambridge/Boston. Für seine Tätigkeit im TC9 „Wechselbeziehungen zwischen Computer und Gesellschaft“ der IFIP und als Chairman der Working Group 1 „Computer und Arbeit“ des TC9, wurde er 1993 von der IFIP mit dem „Silver Core“ ausgezeichnet.
Auf Grund der Auflösung seiner Sektion endete sein Arbeitsverhältnis mit der Humboldt-Universität im März 1992. Seither hat er mehrfach eine Gastprofessur am Fachbereich Informatik der Universität Hamburg sowie eine Gastprofessur am Fachbereich Wirtschaftsinformatik der Johannes Kepler Universität Linz in Österreich wahrgenommen und hier besonders mit Christian Stary kooperiert. Seit seiner Mitarbeit an einem Forschungsprojekt des Fachbereichs Informatik der Technischen Universität Wien zur „Genese der Informationsstrukturen“ hält er enge Kontakte zu dieser Universität.

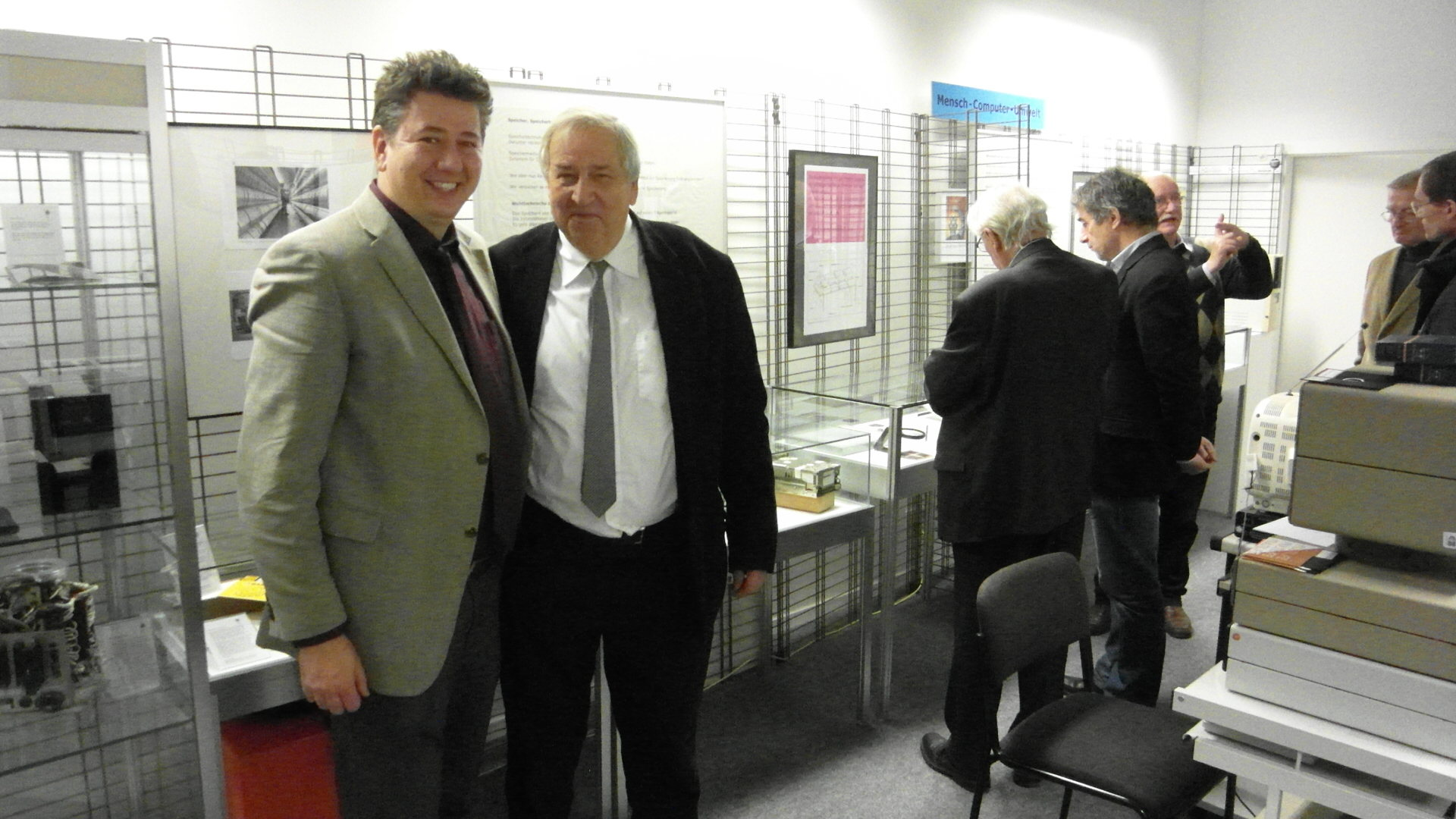
Klaus Fuchs-Kittowski mit seinem Sohn Frank (links) im Computermuseum der HTW Berlin (Dez. 2012)

Seit vielen Jahren nimmt er einen Lehrauftrag an der Hochschule für Technik und Wirtschaft Berlin (HTW) auf dem Gebiet der Wirtschaftsinformatik, insbesondere des Informations- und Datenmanagements wahr, und er realisiert im Studiengang Umweltinformatik Lehraufträge auf den Gebieten „Umweltinformatik und Gesellschaft“ sowie „Technologiefolgenabschätzung“.
Fuchs-Kittowski hat Vorträge auf nationalen und internationalen wissenschaftlichen Veranstaltungen gehalten, deren Durchführung er teilweise selbst angeregt und mitorganisiert hat. Seine wissenschaftlichen Publikationen umfassen mehr als 400 Arbeiten, davon viele in Buchform. Er hat Gutachten erarbeitet zu über 50 Dissertationen und Habilitationen (davon mehr als 25 eigene Doktoranden).

## Mitgliedschaften und Ehrungen
Als anerkannter Verfolgter des Naziregimes ist Fuchs-Kittowski Mitglied der Vereinigung der Verfolgten des Naziregimes – Bund der Antifaschistinnen und Antifaschisten (VVN-BdA e. V.).
Er ist seit 1989 Mitglied der Gesellschaft für Informatik und arbeitet dort in der Arbeitsgruppe „Informatik und Gesellschaft“ sowie im Arbeitskreis „Komplexität“ mit. Zuvor war er Gründungsmitglied der „Gesellschaft für Informatik der DDR“ (Vorsitzender: Gerhard Merkel).
Seit 2002 ist er Mitglied im Vorstand der „Deutschen Gesellschaft für Kybernetik“. Er arbeitet als Mitglied in der Gesellschaft für Wissenschaftsforschung in Berlin.
Weiterhin ist er Mitglied des „Deutschen Friedensrates“ sowie des Forums der InformatikerInnen für Frieden und gesellschaftliche Verantwortung.
Von 1994 bis 2018 war er Landesvorsitzender des Berliner Verbandes Hochschule und Wissenschaft (VHW-Berlin) im DBB Beamtenbund und Tarifunion und somit zugleich Mitglied des VHW-Bundesvorstandes. Sein Nachfolger im Amt wurde Rainer E. Zimmermann.
Ehrungen:
- 1971 Rudolf-Virchow-Preis
- 1993  Silver Core der International Federation for Information Processing (IFIP)
- Assoziiertes Mitglied der Johns Hopkins University in Baltimore
- 1999 Zuwahl als Mitglied der Leibniz-Sozietät der Wissenschaften zu Berlin
- Ehrennadel in Gold des DBB Beamtenbund und Tarifunion
- 2022 Wiener-Schmidt-Preis der Deutschen Gesellschaft für Kybernetik, System- und Informationstheorie.

## Schriften (Auswahl)
- mit Sinaida Rosenthal, Günther Schlutow: Methods to Selct Problems Medicine. In: Norman T.J. Bailey, Mark Thompson (Editors): System Aspects of Health Planning. International Institute for Applied Systems Analysis (IIASA), Laxemburg, Austria. North-Holland, Amsterdam 1975.
- mit Klaus Lemgo, Ursula Schuster, Bodo Wenzlaf: Man-Computer Communication – A Problem of Linking Semantic and Syntactic Information Processing. In: Workshop on Data Communications. September 15–19, 1975, International Institute for Applied Systems Analysis (IIASA), Laxenburg, Austria 1975.
- Probleme des Determinismus und der Kybernetik in der molekularen Biologie – Tatsachen und Hypothesen über das Verhältnis des technischen Automaten zum lebenden Organismus. Mit einem Geleitwort von Samuel Mitja Rapoport und Hermann Ley. Fischer-Verlag, Jena 1969, 2. Auflage 1976. Russische Übersetzung: Problemy determinizma i kibernetiki v molekuljarnoj biologii – fakty i gipotezy o sootnošenii meždu avtomatami i živym organizmom. Progress-Verlag, Moskva 1980.
- mit Horst Kaiser, Reiner Tschirschwitz, Bodo Wenzlaff: Informatik und Automatisierung. Bd. 1: Theorie und Praxis der Struktur und Organisation der Informationsverarbeitung. Akademie-Verlag, Berlin 1976.
- hrsg. mit Samuel Mitja Rapoport, Sinaida Rosenthal, Hans-Alfred Rosenthal: Molekulare Biologie, Medizin, Philosophie, Wissenschaftsentwicklung. Akademie-Verlag, Berlin 1978.
- mit Rolf Löther: Das Reduktionismusproblem in der Biologie. Sitzungsberichte der Akademie der Wissenschaften der DDR; Jg. 1979, Nr. 5, Mathematik, Naturwissenschaften, Technik. Akademie-Verlag, Berlin 1979.
- Probleme der Informatik in Medizin und Biologie. III. Wiss. Kolloquium zur Organisation der Informationsverarbeitung „Probleme der Informatik in Medizin und Biologie“, Berlin 1978. Akademie-Verlag, Berlin 1982.
- hrsg. mit P. Docherty, P. Kolm, L. Mathiassen; in der DDR hrsg. mit D. Gertenbach: System design for human development and productivity. North-Holland, Amsterdam 1987.
- hrsg. von P. Van Den Besselaar, A. Clemnt, P. Järvinen; in der DDR hrsg. von K. Fuchs-Kittowski; C. Hartmann: Proceedings of International IFIP HUB Conference on Information System, Work and Organization Design. Berlin, GDR, July 10–13, 1989 / IFIP, International Federation for Information Processing, TC 9 Computer and Society, Working Group 9.1, Computer and Work  Humboldt-Universität zu Berlin, Sektion Wissenschaftstheorie und -organisation, Bereich Systemgestaltung und automatisierte Informationsverarbeitung, Berlin 1989. North-Holland, Amsterdam 1991.
- Reflections on the Essence of Information. In: C. Floyd, H. Züllighoven, R. Budde, R. Keil-Slawik (Hrsg.): Software Development and Reality Construction. Springer-Verlag, Berlin, Heidelberg, New York 1992.
- mit Hans-Alfred Rosenthal: Selbstorganisation, Information und Evolution – Zur Kreativität der belebten Natur. In: Norbert Fenzl, Wolfgang Hofkirchner, Gottfried Stockinger: Information und Selbstorganisation – Annäherung an eine vereinheitlichte Theorie der Information. Studien Verlag, Innsbruck 1998.
- Information und Biologie – Informationsentstehung als neue Kategorie für eine Theorie der Biologie. In:  Biochemie – ein Katalysator der Biowissenschaften. Kolloquium der Leibniz-Sozietät am 20. Nov. 1997 zum 85. Geburtstag von Samuel Mitja Rapoport. Sitzungsberichte der Leibniz-Sozietät, Band 22. trafo-Verlag, Berlin 1999, ISBN 3-89626-202-5.
- mit Lutz  J. Heinrich, Arno Rolf: Information entsteht in Organisationen und in kreativen Unternehmen – wissenschaftstheoretische und methodologische Konsequenzen für die Wirtschaftsinformatik. In:  Becker, König, Schütte, Wendt, Zellewski (Hrsg.): Wirtschaftsinformatik und Wissenschaftstheorien – Bestandsaufnahme und Perspektiven. Gabler Verlag, Wiesbaden 1999.
- Wissen-Ko-Produktion – Organisationsinformatik – Verarbeitung, Verteilung und Entstehung von Informationen in kreativ-lernender Organisation. In: Organisationsinformatik und digitale Bibliothek in der Wissenschaft. Gesellschaft für Wissenschaftsforschung (GEWIF). Verleger GEWIF, Berlin 2001, ISBN 3-934682-34-0.
- mit Frank Fuchs-Kittowski: Quality of working life, knowledge intensive work processes and creative learning organisation – Information processing paradigm versus self-organisation theory. In: Klaus Brunnstein, Jacques Berleur (Hrsg.): Human Choice and Computers – Issues of Choics and Quality of Live in Information Society. IFIP 17th World Computer Congress – TC9 Stream / 6th International Conference on Human Choice and Computers. Kluwer, Montreal, Quebec, Canada 2002, S. 265–274.
- hrsg. mit Siegfried Piotrowski: Kybernetik und Interdisziplinarität in den Wissenschaften – Georg Klaus zum 90. Geburtstag. Kolloquium der Leibniz-Sozietät und der Deutschen Gesellschaft für Kybernetik, Nov. 2002 in Berlin. trafo-Verlag 2004, ISBN 3-89626-435-4.
- mit Hans A. Rosenthal und André Rosenthal: Die Entschlüsselung des Humangenoms – ambivalente Auswirkungen auf Gesellschaft und Wissenschaft. trafo-Verlag, Berlin 2007, ISBN 978-3-89626-692-7.
- Wissensmanagement in der Wissenschaft. Gesellschaft für Wissenschaftsforschung (GEWIF). Verleger GEWIF, Berlin 2008 (Hrsg.), ISBN 3-934682-39-1.
- mit Hildebrand Kunath: Zur Gestaltung medizinischer Informationssysteme und zur Entwicklung der medizinischen Systemforschung in der DDR. In: Birgit Demuth (Hrsg.): Informatik in der DDR – Grundlagen und Anwendungen. GI-Edition, Lecture Notes in Informatics, Bonn 2008, S. 326–337.
- Information, Organisation und Informationstechnologie – Schritte zur Herausbildung einer am Menschen orientierten Methodologie der Informationssystem-,  Arbeits- und Organisationsgestaltung. In: Wolfgang Coy, Peter Schirmbacher (Hrsg.): Informatik in der DDR. Berlin 2010.
- hrsg. mit Rainer E. Zimmermann: Kybernetik, evolutionäre Systemtheorie und Dialektik. trafo-Verlag, Berlin 2011, ISBN 978-3-89626-919-5.
- hrsg. mit Günter Flach: Vom atomaren Patt zu einer von Atomwaffen freien Welt – zum Gedenken an Klaus Fuchs. Konferenz der Leibniz-Sozietät und des Russischen Hauses der Wissenschaften unter Mitwirkung der Deutschen Kybernetischen Gesellschaft, Nov. 2011 in Berlin. trafo-Wissenschaftsverlag, Berlin 2012, ISBN 978-3-86464-025-4.
- hrsg. mit Claus Bernet: Emil Fuchs: Das Evangelium nach Matthäus, eine Auslegung des Evangeliums im Kontext von Verfolgung und Widerstand (1933–35). Verlag Kovač, Hamburg 2012, ISBN 978-3-8300-6434-3.
- Zur Ambivalenz der Wirkungen moderner Informations- und Kommunikationstechnologien auf Individuum, Gesellschaft und Natur – Wo liegen Potentiale und Risiken allgegenwärtiger Datenverarbeitung? In: Gerhard Banse und Ernst-Otto Reher (Hrsg.): Ambivalenzen von Technologien – Chancen, Gefahren, Missbrauch. 4. Symposium des Arbeitskreises „Allgemeine Technologie“ der Leibniz-Sozietät und des Instituts für Technikfolgenabschätzung und Systemanalyse am Karlsruher Institut für Technologie, Nov. 2010 in Berlin. trafo-Verlag, Berlin 2012, ISBN 978-3-89626-982-9.
- mit Christian Stary: Methoden zur Gestaltung sozio-technischer Informationssysteme. In: Gerhard Banse und Ernst-Otto Reher (Hrsg.): Beiträge zur Allgemeinen Technologie. Abhandlungen der Leibniz-Sozietät. trafo Verlag, Berlin 2014.
- The Influence of Philosophy on the Understanding of Computing and Information. In: Hagengruber and U. V. Riss (Hrsg.): Philosophys Relevance in Information Science. Pickering & Chatto Publishers, London 2014.
- hrsg. mit Rainer E. Zimmermann: Kybernetik, Logik, Semiotik. Philosophische Sichtweisen. Tagung aus Anlass des 100. Geburtstages von Georg Klaus. (Abhandlungen der Leibniz-Sozietät der Wissenschaften, Band 40). Berlin: trafo Wissenschaftsverlag 2015. ISBN 978-3-86464-095-7.
- Informatik und Gesellschaft aus meiner Sicht – Politisches und ethisches Denken in der Informatik zur Gewährleistung der Menschenrechte. In: Frank Fuchs-Kittowski; Werner Kriesel (Hrsg.): Informatik und Gesellschaft. Festschrift zum 80. Geburtstag von Klaus Fuchs-Kittowski. Peter Lang Internationaler Verlag der Wissenschaften, PL Academic Research, Frankfurt a. M.; Bern; Bruxelles; New York; Oxford; Warszawa; Wien 2016, S. 445–475, ISBN 978-3-631-66719-4 (Print), E-ISBN 978-3-653-06277-9 (E-Book).
- Veröffentlichungen von Klaus Fuchs-Kittowski – Auswahl zusammengestellt anlässlich seines 80. Geburtstages. In: Frank Fuchs-Kittowski; Werner Kriesel (Hrsg.): Informatik und Gesellschaft. Festschrift zum 80. Geburtstag von Klaus Fuchs-Kittowski. Peter Lang Internationaler Verlag der Wissenschaften, PL Academic Research, Frankfurt a. M.; Bern; Bruxelles; New York; Oxford; Warszawa; Wien 2016, S. 485–511, ISBN 978-3-631-66719-4 (Print), E-ISBN 978-3-653-06277-9 (E-Book).
- hrsg. mit Michael Brie: Ringen um Gerechtigkeit im weltanschaulichen Dialog. Im Andenken an den Christen, Sozialisten und Antifaschisten Emil Fuchs. Abhandlungen der Leibniz-Sozietät der Wissenschaften, Band 52. Berlin: trafo Wissenschaftsverlag 2019, ISBN 978-3-86464-166-4.
- Informationssystem-, Arbeits- und Organisationsgestaltung in Produktion und Verkehr – das Orgware-Konzept, die Paradoxie der Sicherheit, des Wächters, der Beherrschung großer Datenmengen. In: Peter Brödner; Klaus Fuchs-Kittowski (Hrsg.): Zukunft der Arbeit – Soziotechnische Gestaltung der Arbeitswelt im Zeichen von „Digitalisierung“ und „Künstlicher Intelligenz“. Tagung der Leibniz-Sozietät am 13. Dezember 2019 in Berlin, Hochschule für Technik und Wirtschaft. Abhandlungen der Leibniz-Sozietät der Wissenschaften, Band 67. Berlin: trafo Wissenschaftsverlag 2020, S. 83–113, ISBN 978-3-86464-219-7.
- Informatik im Spannungsfeld zwischen formalem Modell und nichtformaler Welt. In: Jörg Pohle, Klaus Lenk (Hrsg.): Der Weg in die „Digitalisierung“ der Gesellschaft. Was können wir aus der Geschichte der Informatik lernen? Metropolis-Verlag, Marburg 2021, ISBN 978-3-7316-1461-6, S. 31–66.